# 亨特 (堪薩斯州)
亨特（英語：Hunter）是一個位於美國堪薩斯州米切爾縣的城市。

## 地方資料
根據2020年美國人口普查的數據，亨特的面積為0.54平方千米，當中陸地面積為0.54平方千米，而水域面積為0.00平方千米。當地共有人口51人，而人口密度為每平方千米94.44人。